# Sergej Morozov (atleta)
Sergej Sergeevič Morozov (in russo Сергей Сергеевич Морозов?; Saransk, 21 marzo 1988) è un marciatore russo.
Era il primatista mondiale della 20 km di marcia su strada con il tempo di 1h16'43", stabilito il 6 agosto 2008 a Saransk, record che gli fu tolto perché positivo all'antidoping come altri marciatori russi.

## Palmarès
| Anno | Manifestazione | Sede  | Evento       | Risultato | Prestazione | Note |
| ---- | -------------- | ----- | ------------ | --------- | ----------- | ---- |
| 2011 | Mondiali       | Taegu | Marcia 20 km | dq        | dq          |      |